# Ґ
Cette page contient des caractères spéciaux ou non latins. S’ils s’affichent mal (▯, ?, etc.), consultez la page d’aide Unicode.
Gué hampé (capitale Ґ, minuscule ґ) est une lettre de l'alphabet cyrillique utilisée dans l’écriture de l’ukrainien et du rusyn. Elle a aussi été utilisée dans l’écriture du biélorusse avant 1933.

## Linguistique
Le gué hampé, Ґ, est utilisé dans les alphabets ukrainien, biélorusse et les dialectes ruthènes pour représenter une consonne occlusive vélaire voisée (transcrite par /g/ en API).

## Histoire

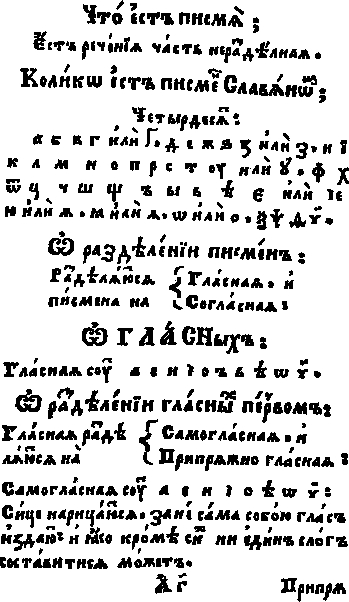
Page de la Grammaire slave, publié en 1619, de Meletius Smotrytsky décrivant l’alphabet slave avec la lettre Ґ.

La lettre Ґ dérive directement de la lettre grecque gamma, comme la lettre Г. On la trouve déjà en 1619 dans l’alphabet slave utilisé par Meletius Smotrytsky dans sa Grammaire slave (Грамматіки славєнскиѧ правилноє Сѵнтаґма). Elle sera ensuite utilisée dans l’écriture de l’ukrainien et du biélorusse.
Elle fut remplacée par la lettre gué Г dans les langues biélorusse et ukrainienne en Union soviétique après 1933.
Son utilisation s'est perpétuée depuis dans la diaspora ukrainienne. Depuis l'indépendance de l'Ukraine, elle a été réintroduite. En Biélorussie, sa réutilisation n'est pas effective mais a seulement été proposée par quelques linguistes.

## Représentation informatique
- Unicode :
  - Capitale Ґ : U+0490 : LETTRE MAJUSCULE CYRILLIQUE GUÉ HAMPÉ
  - Minuscule ґ : U+0491 : LETTRE MINUSCULE CYRILLIQUE GUÉ HAMPÉ

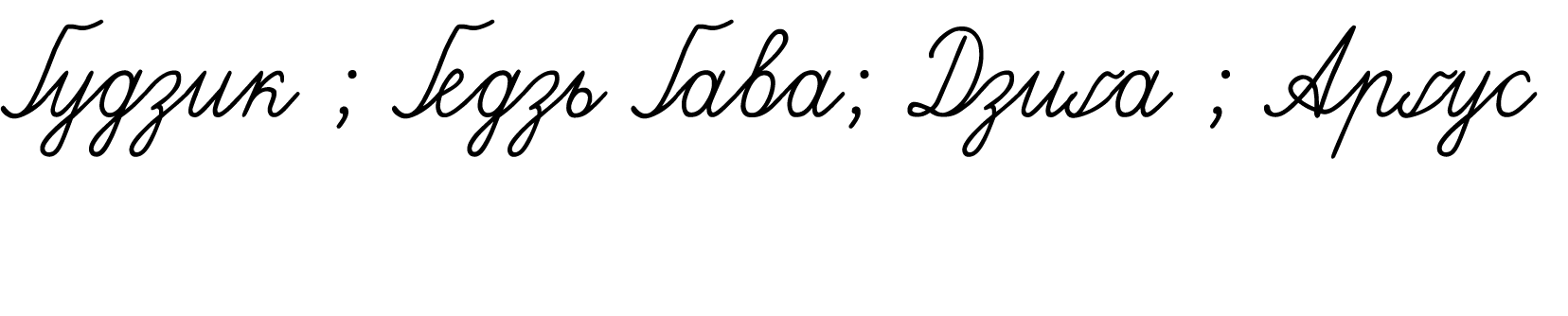
Exemples d'écriture manuscrite de la lettre Ґ.